# 3933 Portugal
A 3933 Portugal (ideiglenes jelöléssel 1986 EN4) egy kisbolygó a Naprendszerben. West, R. M. fedezte fel 1986. március 12-én.